# Síndrome inflamatorio multisistémico infantil
Síndrome Inflamatorio Multisistémico Infantil (MIS-C), o Síndrome Inflamatorio Pediátrico Multisistémico (PIMS / PIMS-TS),  es una enfermedad sistémica poco frecuente que implica fiebre persistente e inflamación extrema que se produce tras la exposición al SARS-CoV-2, el virus responsable del COVID-19. Rápidamente puede derivar a emergencias médicas como flujo de sangre insuficiente alrededor del cuerpo (shock hipovolémico). También puede producir la falla sistémica de uno o más órganos.
Una señal de alerta es fiebre persistente con los síntomas severos que siguen a la exposición a COVID-19. Un aviso inmediato al pediatra es esencial, y necesidad de familias para buscar asistencia médica urgente. La mayoría de los niños afectados necesitarán cuidado intensivo.
Los niños afectados tienen fiebre persistente. Otras características clínicas varían. Los primeros síntomas a menudo incluyen dolor abdominal agudo con diarrea o vomitando. Dolor muscular y cansancio general son frecuentes, junto con presión de sangre baja. Los síntomas también pueden incluir conjuntivitis, eflorescencia, adenopatía, edema periférico y glositis.  También pueden presentar desórdenes mentales esporádicos. Esto puede llevar a una tormenta de citoquinas en el sistema inmunitario innato produciendo un excesivo e incontrolado colapso inflamatorio. La insuficiencia cardíaca es común. Las complicaciones clínicas pueden incluir daño al miocardio, aflicción respiratoria, daño renal agudo y trombofilia. También se observan daños en la arteria coronaria  (variando de ectasia a aneurisma).
Esta enfermedad, amenazante a la vida, ha probado ser fatal en alrededor de un 2% de los casos. El reconocimiento temprano y atención de especialista puntual son esenciales. Tratamiento con antiinflamatorios han sido utilizados, con respuestas buenas con inmunoglobulina intravenosa (IVIG), con o sin corticosteroides. Se requiere a menudo aplicación de oxígeno. Tratamiento sintomático es clave  para tratar complicaciones clínicas. La mayoría de niños quiénes reciben atención médica sobrevive.
El conocimiento de este síndrome recientemente descubierto está evolucionando rápidamente. Sus características clínicas pueden aparecer similares a laenfermedad de Kawasaki, afección rara de origen desconocido que típicamente afecta niños y jóvenes, en la cual los vasos sanguíneos del cuerpo se inflaman. También puede mostrar características de otras patologías inflamatorias infantiles, incluyendo shock tóxico y activación macrofágica síndromes de activación. No obstante,  parecen ser síndromes separados. Tiende a afectar a niños de mayor edad.
Esta condición emergente ha sido definida (utilizando nombres diferentes), por la Organización Mundial de la Salud (OMS), el Royal College of Paedriatrics and Child Health (RCPCH), y los Centros para Control de Enfermedad y Prevención (CDC). A pesar de que la condición se asocia con el SARS-CoV-2, las pruebas de esta enfermedad no siempre dan positivo. La exclusión de causas alternativas, incluyendo infecciones de bacterias y otros organismos, es esencial para la diagnosis diferencial. Algunas guías clínicas generales fueron elaboradas por el RCPCH, los Institutos Nacionales de Salud, la Universidad americana de Rheumatology, y la Academia americana de Pediatrías.
Se han informado casos nuevos de 2 a 6 semanas después de alzas locales de transmisión viral. Se cree que la enfermedad se desarrolla por un mecanismo biológico retrasado en algunos niños predispuestos. El Centro europeo para Prevención de Enfermedad y Control (ECDC) valora el riesgo en niños en Europa como bajo en general, basado en una probabilidad muy baja de que un niño qdesarrolle esta enfermedad de alto impacto. Considerando la etnicidad, la condición parece afectar más a niños  africanos, afrocaribeños, e hispánicos, mientras que el Kawasaki afecta más de ascendencia asiática oriental. Los informes iniciales consideraron niños en varias partes de Europa y los Estados Unidos, y fue poco claro a qué extensión la condición había ido desconocida en otro lugar. Los informes desde entonces han emergido de casos en varios otros países alrededor del mundo.  En adultos, una condición similar ocasionalmente ha sido informada, el cual se ha apellidado Síndrome Inflamatorio Multisistémico en Adultos (MIS-A).